# Perfect
"Perfect" er en sang skrevet af Billy Corgan og indspillet af Smashing Pumpkins. Det er den anden single fra bandets fjerde album Adore fra 1998. 
Singlen blev udgivet d. 7. september 1998 og udkom i både USA og Europa i modsætning til den første single fra Adore ("Ava Adore"), der kun udkom i Europa. Til trods for at "Perfect" blev markedsført massivt, blev den ikke det store hit. Det var intentionen, at enten "Crestfallen" eller "To Sheila" skulle have været udgivet som den tredje single fra Adore, men dette blev droppet pga. singlernes manglende succes og albummets skuffende pladesalg. 
Smashing Pumpkins spillede "Perfect" live i Saturday Night Live og ude på 53rd Street i New York under en udsendelse af David Lettermans show. 
I Danmark kom "Perfect" ind på P3's Tjeklisten som nummer 15 i september 1998. Ugen efter rykkede "Perfect" en plads op til nummer 14, og sangen er dermed den højestplacerede Smashing Pumpkins-sang på Tjeklisten nogensinde. 

## B-sider
Der udkom to forskellige singler med hver deres b-sider.

### Version 1
- "Summer"
- "Daphne Descends" (remix)

"Summer" er skrevet af James Iha, mens Kerry B. har remixet "Daphne Descends" fra selve albummet.

### Version 2
- "Nellee Hooper Mix"
- "Nellee Hooper Instrumental"
- "Perfecto Mix"
- "Electro Breakbeat Mix"
- "Perfecto Dub"

Alle ovenstående tracks er remixes af "Perfect". Puff Daddy lavede også et remix af "Perfect", men dette er ikke inkluderet eller udgivet senere. 

## Musikvideo
Musikvideoen til "Perfect" er et fortsættelse af musikvideoen til "1979". Bandet var i stand til at finde fire ud af de fem unge mennesker, der havde deltaget i optagelserne til bandets succesrige musikvideo fra 1996. Den femte var i fængsel. Ægteparret Jonathan Dayton og Valerie Faris, der også instruerede "1979", var atter hyret som intruktører. Videoen viser bandet optræde til en koncert med trommeslager Kenny Aronoff. De sange, der blev spillet til den "koncert", som musikvideoen er optaget under, er typisk nogle af bandets lidt mere hard rock-sange, som fx "Where Boys Fear to Tread", "Bodies" og "Pug", som bandet typisk ikke spillede ved koncerterne i 1998. Selve koncerten kan dog naturligvis ikke høres i musikvideoen. 